# Парламентарни избори у Србији 1861.
Вршени су избори 24. јула 1861. год. за св. Преображенску скупштину, која је бројала 222 посланика.